# Sognevannet
Sognevannet eller Sognevatnet (skrivemåden er omstridt, beboerne i bygden skriver Sognevannet, mens kortværkene hovedsagelig skriver Sognevatnet) er en mindre, tidligere reguleret sø som ligger centralt i Strømsoddbygda, nord for Sokna i Soknedalen, i Ringerike kommune i Viken fylke i Norge. I nord løber Strømsoddelven ud i søen, og fra nordøst løber Lysåa ud i Sognevannet lidt nord for midten. Ved Sognevassdammen i syd dannes floden Sogna, som har udløb i den nordlige ende af Tyrifjorden.
Rundt om Sognevannet er der en række fine bade- og fiskepladser. I nordenden ligger pladsen Understryk, hvor folk har badet og overnattet i århundreder.
|  | Denne artikel om lokaliteten Sognevannet kan blive bedre, hvis der indsættes et (bedre) billede. Du kan hjælpe ved at afsøge Wikimedia Commons for et passende billede eller lægge et op på Wikimedia Commons med en af de tilladte licenser og indsætte det i artiklen. |

60°18′1″N 9°54′4″Ø / 60.30028°N 9.90111°Ø